# Стампот

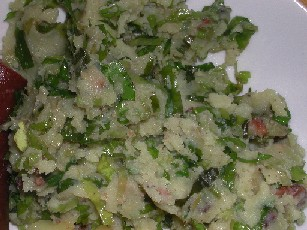
Стампот із цикорієм

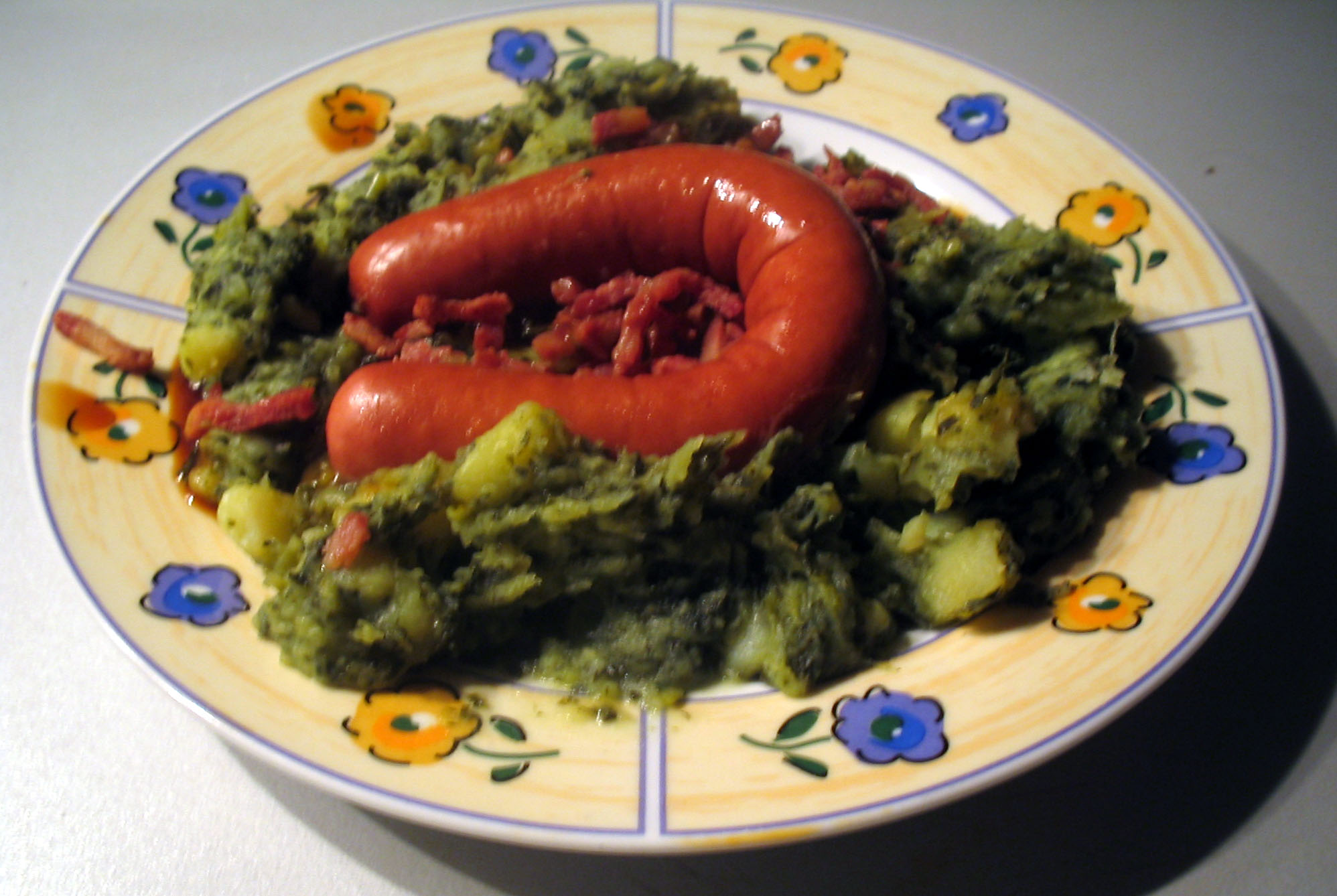
Стампот із ковбаскою

Стампот (нід. Stamppot) — традиційна голландська страва з картоплі пюре у поєднанні з іншими овочами, іноді з беконом. Цей овочевий набір зазвичай складається з квашеної капусти, цикорію, капусти, шпинату, зеленої ріпи, або ж моркви та цибулі (поєднання двох останніх у Нідерландах відоме як «гюцпот» — м'ясне рагу, а в Бельгії як «вортелстемп» — м'ясне або овочеве рагу).
Зазвичай цю страву подають із ковбаскою (у Нідерландах, як правило, копчена, а в Бельгії частіше смажена) або тушкованим м'ясом. Стампот можна придбати в магазинах та супермаркетах. Його також можна замовити в кафе ресторанного типу, але у зв'язку з останніми вимогами щодо продажу заборонених продуктів у тавернах, значно зменшилась різноманітність простих страв у багатьох бельгійських пабах у порівнянні з ресторанами.
Походження страви Стампот невідоме.

## Приготування
Є два способи приготування Стампота, перший із яких сучасніший:
- Для приготування страви «Стампот» окремо варять овочі та картоплю. Після цього картоплю перекидають в той самий посуд, що й овочі, та ретельно перемішують. Для додаткового аромату та ніжності додають яблучний соус. Найкраще до цієї страви смакують копчені ковбаски. Більшість голландців роблять невеличке заглиблення для соусу в центрі овочевої суміші.
- Стампот також готують в одній посудині. Картоплю, цибулю й усі інші овочі чистять та поміщають в каструлю з ковбасою. Додають воду і доводять до кипіння. Після того, як овочі приготувались, додають трішки молока, масла, солі та все разом перемішують. Для аромату часто додають шматочок сала або ж бекону.